# Give Me One Reason
«Give Me One Reason» — песня американской певицы Трейси Чепмен. Она вышла 19 ноября 1995 года в качестве ведущего сингла с её четвёртого альбома New Beginning.
Песня заняла первое место в чартах Канады и Исландии и была на 3-м месте в Billboard Hot 100.
За эту композицию Чепмен получила премию «Грэмми» в номинации «Лучшая рок-песня», а также была номинирована на премии «Грэмми» 1997 года в категориях «Запись года», «Песня года» и «Лучшее женское рок-вокальное исполнение».

## Отзывы
Алан Джонс из Music Week написал: «Менее интенсивный и несколько более свободный, чем её эталонный хит „Fast Car“, он идеально сочетает её народный стиль с традиционными качествами R&B, умной лирикой и таким же энергичным отличительным голосом. Убедительное прослушивание».
Pitchfork отметил, что песня «держится на …гитарной мелодии и зернистом альте Чепмен. В центре песни — несбалансированные отношения, каждый куплет становится всё более разочарованным из-за отсутствия взаимности; затем вступает группа, и мольба в её голосе становится катарсической, умоляя о причине остаться, зная, что она не придёт».

## Списорк композиций
| - Американский сингл (CD и кассета) 1. «Give Me One Reason» — 4:31 2. «The Rape of the World» — 7:07 - Британский CD-сингл 1. «Give Me One Reason» (radio edit) — 4:08 2. «Talkin' 'bout a Revolution» (LP version) — 2:38 3. «All That You Have Is Your Soul» (LP version) — 5:16 4. «Fast Car» (LP version) — 4:58 | - Европейский и австралийский CD-сингл 1. «Give Me One Reason» (single edit) — 3:59 2. «The Rape of the World» (LP version) — 7:07 3. «House of the Rising Sun» — 2:00 - Австралийский сингл на кассете 1. «Give Me One Reason» (single edit) — 3:59 2. «House of the Rising Sun» — 2:00 |

## Чарты
| Чарт (1995—1997)                        | Высшая позиция |
| --------------------------------------- | -------------- |
| Австралия (ARIA)                        | 3              |
| Канада (RPM Top Singles)                | 1              |
| Канада (RPM Adult Contemporary)         | 1              |
| Исландия (Íslenski Listinn Topp 40)     | 1              |
| Новая Зеландия (Recorded Music NZ)      | 16             |
| Шотландия (OCC Scotland)                | 57             |
| Великобритания (OCC UK Singles)         | 95             |
| США (Billboard Hot 100)                 | 3              |
| США (Billboard Adult Alternative Songs) | 3              |
| США (Billboard Adult Contemporary)      | 3              |
| США (Billboard Adult Pop Airplay)       | 1              |
| США (Billboard Hot R&B/Hip-Hop Songs)   | 35             |
| США (Billboard Pop Airplay)             | 2              |
| США (Cash Box Top 100)                  | 2              |

## Сертификации
| Регион | Сертификация | Продажи   |
| --- | ------------ | --------- |
| Австралия (ARIA) | Платиновый   | 70 000^   |
| Новая Зеландия (RMNZ) | Золотой      | 5000*     |
| США (RIAA) | Платиновый   | 1,100,000 |
| * Данные о продажах приведены только на основе сертификации. ^ Данные о тиражах приведены только на основе сертификации. |              |           |